# Beni (álbum)
Beni é o álbum de estreia de estúdio da cantora e compositora japonesa de j-pop Beni Arashiro, foi lançado pela gravadora Avex Trax. O álbum está disponível em duas versões diferentes, CD+DVD ou somente o CD, sendo a versão CD+DVD uma edição limitada. Houve um total de quatro singles lançados antes do lançamento deste álbum. O álbum alcançou o 14º lugar na parada musical da Oricon e vendeu 12.766 cópias na primeira semana.

## Faixas
O álbum é composto por 13 faixas em sua versão padrão. E em sua versão CD+DVD é incluso um DVD cujas três primeira faixas são 3 clipes e as outras duas faixas músicas.

### Versão padrão (CD)
1. Introduction
2. Here Alone
3. Harmony
4. Breakout
5. True Fighter
6. Miracle
7. Oh, Happy Day
8. Silhouette
9. Infinite...
10. Gems
11. Daphne
12. Step
13. Always

### Faixas bônus (CD+DVD)
1. Harmony
2. Infinite...
3. Here Alone
4. Oh, happy day (Studio live version)
5. Debut event special digest